# Austrosimulium vexans
Austrosimulium vexans är en tvåvingeart som först beskrevs av Josef Mik 1881.  Austrosimulium vexans ingår i släktet Austrosimulium och familjen knott. Inga underarter finns listade i Catalogue of Life.